# Dave Wyndorf

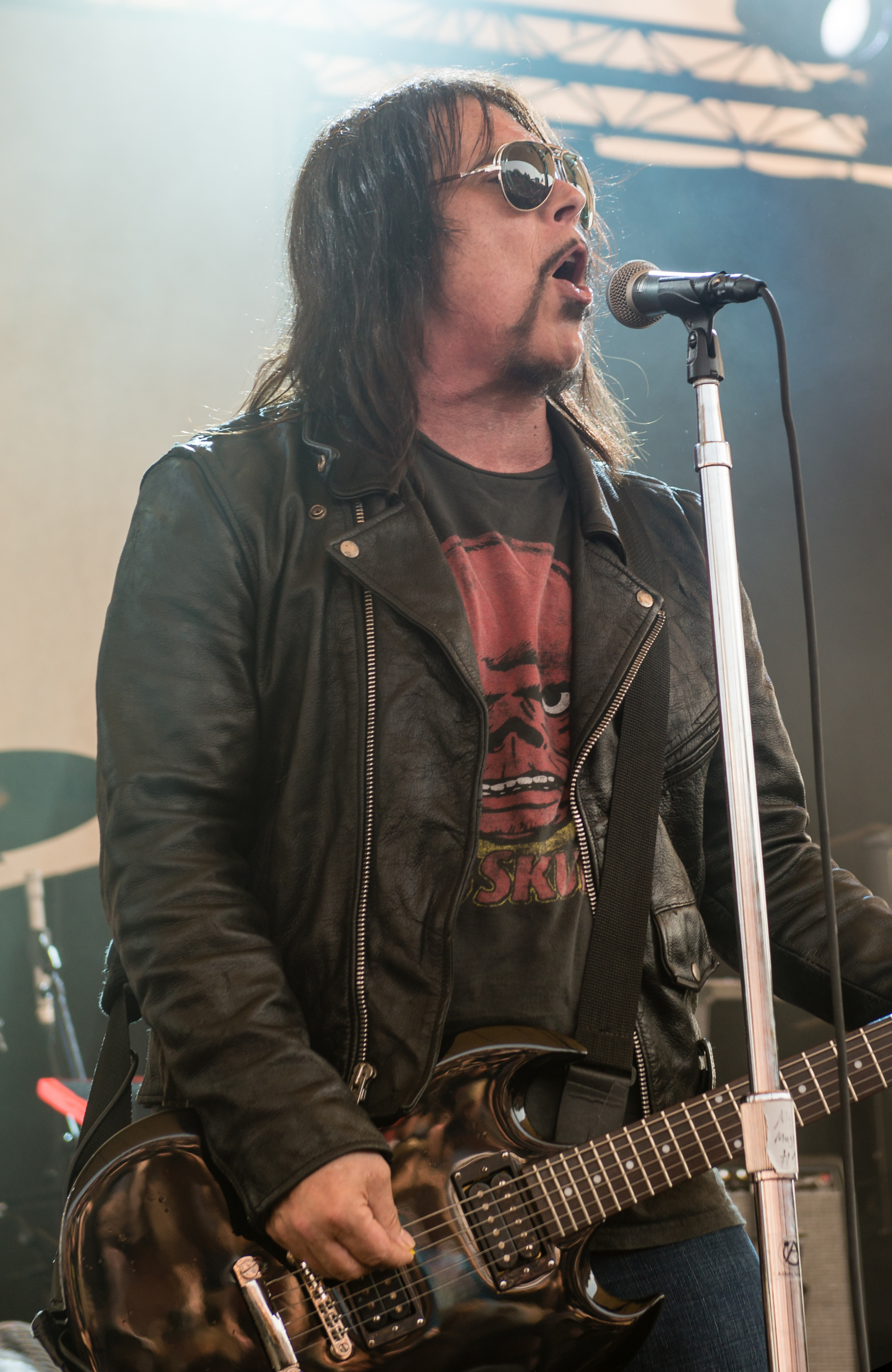
Dave Wyndorf (2014)

Dave Wyndorf (nacido el 28 de octubre de 1956 en Nueva Jersey, Estados Unidos como David Albert Wyndorf), es el vocalista, líder y fundador de la banda de Stoner rock "Monster Magnet". Su familia era católica, pero desde temprana edad se interesó en la música. En su adolescencia, Dave comenzó a consumir drogas. Cuando quiso dedicarse a tocar en una banda, fue invitado por Phil Caivano a fundar una pequeña banda llamada "Hard Attack", la banda tocaba géneros de punk, Glam rock y Power pop. En 1984, Hard Attackimer disco con la disquera Elektra Records. En 1989, Dave Wyndorf fundó la banda Monster Magnet y en 1991, lanzó su primer disco con dicha banda.
- Datos: Q1925941
- Multimedia: Dave Wyndorf / Q1925941